# Riu Piles
El riu Piles és un curt riu costaner del nord d'Espanya que discorre per la zona central del Principat d'Astúries, en el municipi de Gijón.
L'origen del seu nom podria provenir del terme d'origen llatí "Pilam" (llatí) ('pilastra, columna' o 'pila, pilón') que evoquen a les construccions que van ser necessàries per traspassar la seva llera.